# تموجات التيار العملاق

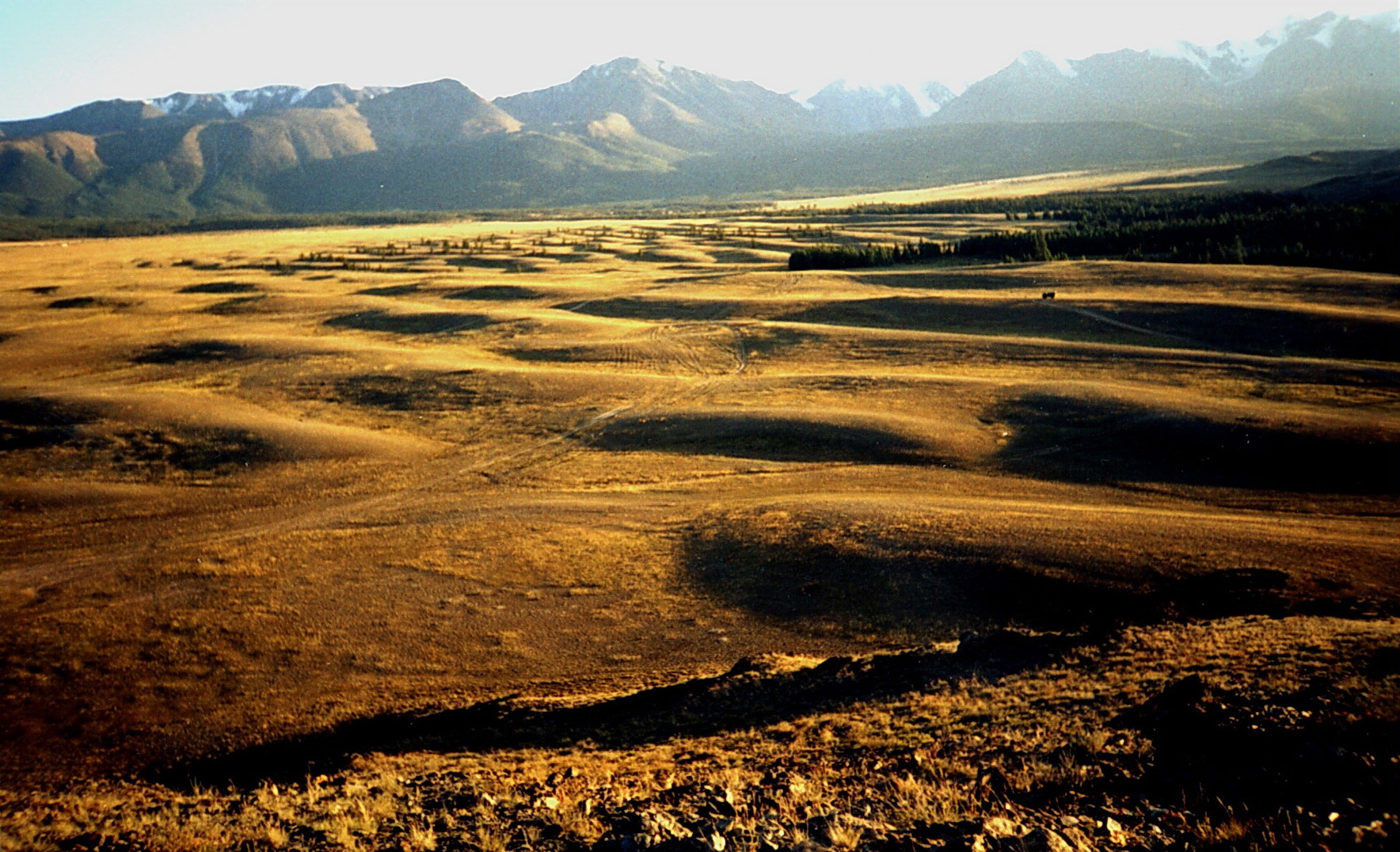
تموجات التيار العملاق في حوض كوراي، جمهورية التاي، روسيا.

تموجات التيار العملاق هي طوبوغرافيا قناة نشطة تتكون من إرتفاع يصل إلى 20 مترًا، والتي تتطور داخل المناطق القريبة من التالوك من وديان التدفق الرئيسية الناتجة عن فيضان البحيرة الجليدية. علامات التموج الحالية العملاقة عبارة عن نظريات مورفولوجية وراثية كبيرة لتموجات التيار الصغيرة المتكونة في رواسب التيار الرملية. علامات التموج الحالية العملاقة هي أشكال ترسيبية مهمة في السهل التوسعي والأراضي الجبلية.